# Leptospermum brevipes
Leptospermum brevipes är en myrtenväxtart som beskrevs av Ferdinand von Mueller. Leptospermum brevipes ingår i släktet Leptospermum och familjen myrtenväxter. Inga underarter finns listade i Catalogue of Life.